# Étienne Picart
Étienne Picart, kallad le Romain på grund av sin långa vistelse i Rom, född 21 oktober 1632 i Paris, död 12 november 1721 i Amsterdam, var en fransk kopparstickare. Bokhandlarsonen Picart, som var av judisk börd, var far till Bernard Picart.
Picart utförde bland annat stick efter målningar av Correggio och Nicolas Poussin.